# Shūhei Nomura
Shūhei Nomura (野村 周平 Nomura Shūhei?,  Kōbe, Prefectura de Hyōgo, Japón, 14 de noviembre de 1993) es un actor japonés. Nomura tiene un cuarto de ascendencia china (su madre es mitad japonesa y mitad china), y habla mandarín con fluidez. En 2009, fue seleccionado entre aproximadamente 30,000 solicitantes como el ganador de la Nationwide Amuse Audition.

## Filmografía

### Películas
- Moshidora (2011), Harumichi Tamura
- The Detective Is in the Bar (2011)
- Tengoku Kara no Yell (2011), Kiyoshi Nakamura
- Soup: Umarekawari no Monogatari (2012), Naoyuki Mikami
- Enoshima Prism (2013), Saku Kijima
- Daily Lives of High School Boys (2013), Yoshitake
- Puzzle (2014), Shigeo Yuasa
- Kujira no Ita Natsu (2014), Chūya
- Hibi Rock (2014), Takurō Hibinuma
- Flying Colors (2015), Reiji Mori
- Ai o Tsumu Hito (2015)
- Lychee Light Club (2015)
- Chihayafuru Part 1 (2016), Taichi Mashima
- Chihayafuru Part 2 (2016), Taichi Mashima
- Moriyamachū Kyōshūjo (2016), Kiyotaka Satō
- Museum (2016), Junichi Nishino
- Sakurada Reset: Part 1 (2017), Kei Asai
- Sakurada Reset: Part 2 (2017), Kei Asai
- Teiichi: Battle of Supreme High (2017), Kikuma Tōgō

### Televisión
- Peacemaker Kurogane (MBS, 2010), Rei kitamura
- Pro Golfer Hana (YTV, 2010), Riku Nomiya
- Tenshi no Wakemae (NHK, 2010), Kōta Kitamura
- Hammer Session! (TBS, 2010), Ken Ebihara
- Tōi Hi no Yukue (WOWOW, 2011), Takashi Kanda
- Kokosei Restaurant (NTV, 2011), Kōichi Nakamura
- Taira no Kiyomori Episodio 6 (NHK, 2012), Shunya
- Blackboard: Jidai to Tatakatta Kyōshitachi (TBS, 2012), Hiromasa Isobe
- Umechan Sensei (NHK, 2012), Mitsuo Satō
- Umechan Sensei: Kekkon Dekinai Otoko to Onna Special (NHK BS Premium, 2012)
- Kuro no Onna Kyōshi Episodio 7 (TBS, 2012), Naoki Īzuka
- GTO Episodio 10-11 (KTV, 2012), Shō Shibutani
- Perfect Blue Episodio 9-11 (TBS, 2012), Katsuhiko Morooka
- Sodom no Ringo: Lot o Koroshita Musumetachi (WOWOW, 2013), Toshiya Shimomura(Childhood)
- 35-sai no Koukousei (NTV, 2013), Osamu Yukawa
- Keiji no Manazashi Episodio 1 (TBS, 2013), Yūma Maeda
- Boku no Ita Jikan (Fuji TV, 2014), Rikuto Sawada
- Wakamonotachi 2014 (Fuji TV, 2014)
- Koinaka (Fuji TV, 2015), Shōta Aoi
- Fragile (Fuji TV, 2016), Hisashi Morii
- Suki na Hito ga iru koto (Fuji TV, 2016), Toma Shibasaki

### Doblaje
- Typhoon Noruda (2015), Shūichi Azuma

### Álbum de fotos
- Nomura Shuhei in Kinema (Amuse, Inc., junio de 2015) ISBN 3566140457

## Premios
- The 10th Ōsaka Cinema Festival (2015): Mejor Revelación por Kujira no Ita Natsu y Hibi Rock

- The 7th Tama Cinema Forum: Mejor actor en ascenso por Ai o Tsumu Hito, Hibi Rock, Flying Colors y Typhoon Noruda